# 桃色・本気モード!
『桃色♥本気モード!』（ももいろ・まじモード!）は、阿南まゆきによる日本の漫画作品。

## 概要
小学館の漫画雑誌『ちゃお』2008年5月号にて読みきり作品として発表された。その後同誌の増刊枠『ちゃおデラックス』にて2008年初夏の増刊号から2009年春待ち増刊号まで連載された。
単行本はちゃおコミックス（小学館）から全1巻。

## あらすじ
高校の入学式に向かう途中で交通事故に遭ってしまった相田桃子。気がついたとき、彼女は、マッドサイエンティストで警察の嘱託職員の吾妻銀によって、サイボーグに改造されていた。しかも改造にかかった莫大な費用の償却のため、凶悪犯と戦うことを余儀なくされる。不本意な形で女バトルコップ（バトルガール）にされてしまった桃子だったが……。

## 主な登場人物
相田桃子（あいだ ももこ）
主人公。16歳。高校の入学式に向かう途中で交通事故に巻き込まれて瀕死の重傷を負うが、サイボーグに改造されることで一命を取り留める。改造によって超人的なパワーを与えられたが、手術に費やされた莫大な費用（請求額は2億円）の償却のために、高校生活を送りながら警察の特殊部門で働くハメになる。
サイボーグ化に伴い通常の食事とは別に充電が必要となっており、体にコンセントプラグが付いている。
吾妻銀（あづま ぎん）
サイボーグの研究をしているマッドサイエンティストだが、警察の嘱託職員。桃子をサイボーグに改造した。アメリカの大学を卒業しているが、年齢は17歳で、桃子とほぼ同世代。
アメリカ時代のつらい経験がもとで、サイボーグの研究にのめりこんでいる。

## 単行本
- 桃色♥本気（マジ）モード！ 2009年04月発行  ISBN 9784091323446